# Christopher Stone
Christopher Stone, także Biz Stone (ur. 10 marca 1974 w Bostonie, Massachusetts) – amerykański projektant i przedsiębiorca, współzałożyciel serwisu internetowego Twitter.

## Życiorys
Christopher Stone urodził się 10 marca 1974 w Bostonie. Studiował przez rok na Northeastern University i przez kolejny rok na University of Massachusetts w Bostonie, po czym przerwał studia i rozpoczął prace jako designer w wydawnictwie Little, Brown and Co.. W latach 1999–2001 pracował jako dyrektor kreatywny (ang. creative director) dla Xangi, którą współstworzył. Następnie na zaproszenie Evana Williamsa pracował w latach 2003–2005 dla Bloggera, po czym odszedł z firmy, by wraz z Williamsem tworzyć Odeo.
Do Williamsa i Stone'a zgłosił się Jack Dorsey ze swoim pomysłem na komunikator internetowy i wspólnie we trzech rozwinęli projekt i założyli Twittera. Dorsey wysłał pierwszą wiadomość – tweet 21 Marca 2006 roku. Wkrótce ich serwis społecznościowy udostępniający usługę mikroblogowania zdobył wielką popularność jako medium społecznościowe i narzędzie natychmiastowej dystrybucji wiadomości.
Stone pracował jako dyrektor kreatywny firmy od początku jej działalności do 2011 roku, kiedy zrezygnował ze swojej funkcji i zaczął pracować na stanowisku doradcy. W 2014 roku wystartował ze stworzoną przez siebie aplikacją Jelly, która pozwala na zadawanie pytań i uzyskanie odpowiedzi od jej innych użytkowników. Stone jest dyrektorem generalnym Jelly Industries.

## Publikacje
- Blogging: Genius Strategies for Instant Web Content, 2002[1]
- Who Let the Blogs Out?: A Hyperconnected Peek at the World of Weblogs, 2004[1]
- Things a Little Bird Told Me: Confessions of the Creative Mind, 2014[1]